# Abundància (ecologia)

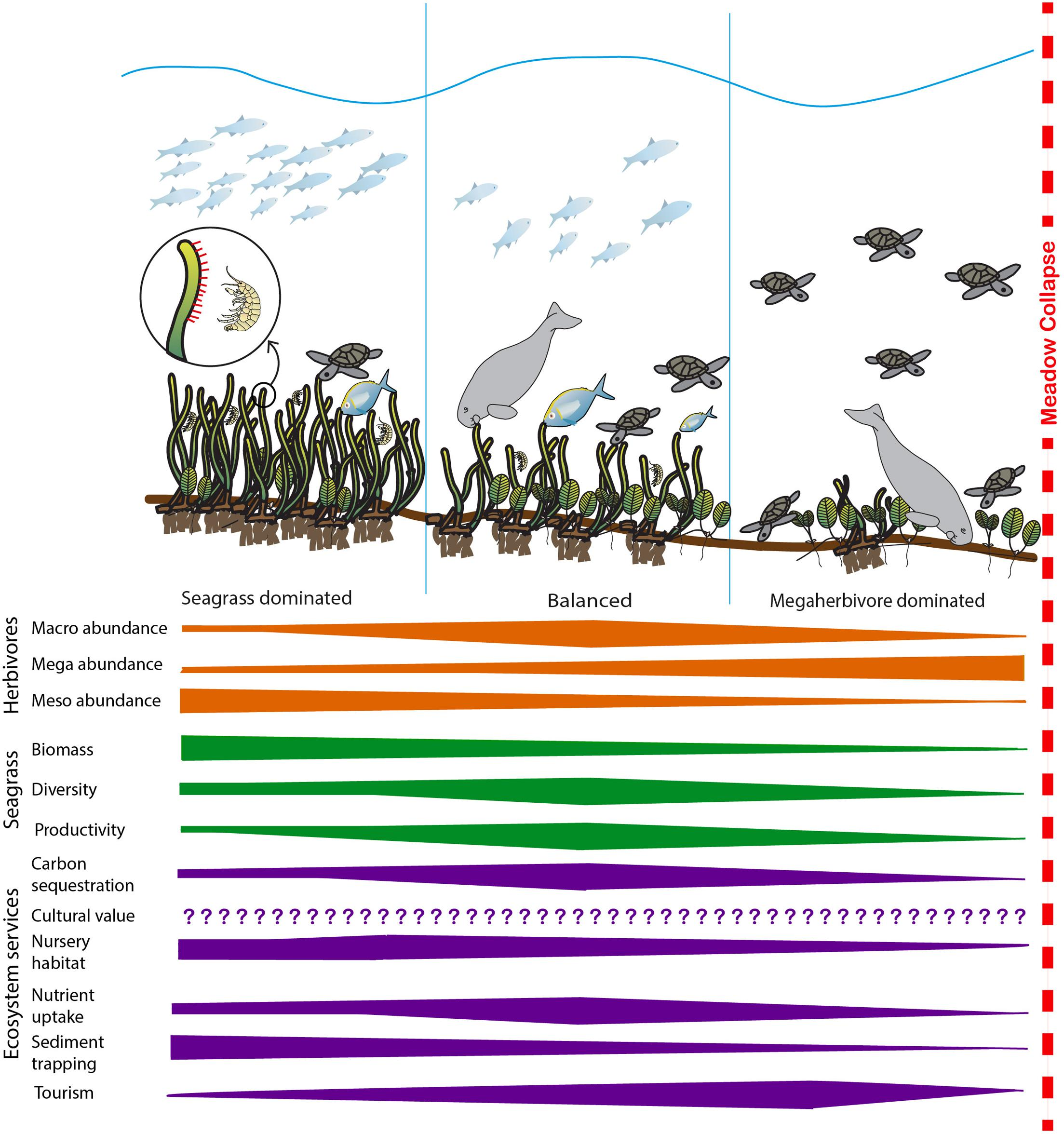
Efectes de l'abundància d'herbívors en les pastures d'herbes marines.

En ecologia, abundància (local) d'una espècie és la quantificació de la presència d'aquesta espècie (o d'un grup d'espècies) que viuen en un ecosistema en particular. Normalment es mesura com: 1. El nombre d'individus trobats i 2. La proporció de la presència en la mostra, llavors s'anomena abundància relativa d'espècies (o d'una espècie o grup d'espècies en concret). Tots dos indicadors són rellevants per a mesurament de la biodiversitat. Es parla que una espècie és abundant o presenta abundància quan d'aquesta n'hi ha una gran quantitat, o una quantitat més que suficient.
S'utilitzen diversos mètodes de mostreig per mesurar l'abundància. Per als animals més grans, aquests poden incloure recomptes de les visualitzacions (referides o des d'estacions de vigilància), recomptes de pistes i recomptes d'animals morts atropellats. En moltes comunitats vegetals, l'abundància d'espècies vegetals es mesura per la coberta vegetal, és a dir, l'àrea relativa coberta per diferents espècies vegetals en una petita parcel·la. L'abundància es mesura en els termes més senzills generalment identificant i comptant cada individu de cada espècie en un sector determinat. És habitual que la distribució de les espècies no sigui similar de manera que unes poques espècies ocupin el gruix dels individus comptats.